# Stasina nalandica
Stasina nalandica is een spinnensoort in de taxonomische indeling van de jachtkrabspinnen (Sparassidae).
Het dier behoort tot het geslacht Stasina. De wetenschappelijke naam van de soort werd voor het eerst geldig gepubliceerd in 1891 door Ferdinand Karsch.